# AGO Ao 192
L'AGO Ao 192 Kurier era un bimotore di linea ad ala bassa prodotto in piccola serie dall'azienda tedesca AGO Flugzeugwerke GmbH negli anni trenta ed utilizzato anche come aereo da trasporto e da addestramento.

## Storia del progetto
Nel 1935 il Reichsluftfahrtministerium (RLM), il ministero che dopo l'avvento del nazismo aveva assunto l'intera gestione dell'aviazione tedesca, emise una specifica per la fornitura di un nuovo velivolo bimotore di piccole dimensioni, multiruolo ma essenzialmente da impiegare nel trasporto civile, con una capacità di 7 posti, e che rispondesse all'esigenza di utilizzare la motorizzazione Argus As 10. Al bando parteciparono la Siebel Flugzeugwerke KG che presentò il suo Fh 104 e l'AGO Flugzeugwerke GmbH, che vide quello stesso anno la riapertura di un proprio reparto di progettazione e che presentò il proprio Ao 192 Kurier.
Il prototipo, che assunse la designazione RLM Ao 192 V1, venne portato in volo per la prima volta nell'estate 1937. seguirono altri 2 prototipi e 6 esemplari, tra i preserie e serie, prima che il contratto di fornitura fosse aggiudicato al concorrente Siebel Fh 104 e la produzione venisse interrotta.

## Versioni
Ao 192 V1
primo prototipo, equipaggiato con un motore Argus As 10 C.
Ao 192 V2
secondo prototipo caratterizzato da una struttura modificata.
Ao 192 V3
terzo prototipo, interessato da modifiche alla fusoliera ed al carrello d'atterraggio, equipaggiato con un motore Argus As 10 E.
Ao 192 B
versione destinata alla produzione in serie basata sul V3 e realizzata in sei esemplari.

## Utilizzatori

### Militari
Germania
- Wehrmacht
  - Waffen-SS